# Pyraichmes (Paionier)
Pyraichmes (altgriechisch Πυραίχμης Pyraíchmēs, deutsch ‚der Feuerlanzige‘, lateinisch Pyraechmes) ist eine Gestalt der griechischen Mythologie.
Pyraichmes war der Anführer der Paionier, der mit seinem Kontingent aus Amydon den Troern zu Hilfe kam und auf deren Seite am Trojanischen Krieg teilnahm.
In der erweiterten Version der Ilias von Timolaos von Larisa aus dem 3. Jahrhundert v. Chr. tötet er beim ersten Zusammentreffen der gegnerischen Lager im Kampf um die griechischen Schiffe Eudoros, den Sohn des Hermes. Achilleus selbst hatte Eudoros zum Schutz und als Warner (μνήμων mnḗmōn) des Patroklos eingeteilt. Daraufhin tötete Patroklos als ersten den Pyraichmes, wie es auch die Ilias überliefert. Bei Dictys stirbt er von der Hand des Diomedes. Begraben wurde er in Troja.
Weil in der Ilias einerseits auch Asteropaios, Sohn des Pelegon und Enkel des Flussgottes Axios, als Anführer der Paionier genannt wird und insgesamt eine bedeutendere Rolle in der Ilias spielte, anderseits Pyraichmes selbst von den Ufern des Axios nach Troja kam, versuchte man diesen Widerspruch durch unterschiedliche Erklärungsversuche zu lösen. So schlug man bereits in der Antike vor, dass Asteropaios erst nach dem Tode des Pyraichmes die Führerrolle übernommen habe. Moderne Versuche sahen beide Personen als identisch an oder interpolierten die erste Erwähnung in der Ilias.